# Svájc az 1980. évi nyári olimpiai játékokon
Svájc a szovjetunióbeli Moszkvában megrendezett 1980. évi nyári olimpiai játékok egyik részt vevő nemzete volt. Az országot az olimpián 10 sportágban 73 sportoló képviselte, akik összesen 2 érmet szereztek. Svájc az olimpiai zászló alatt vett részt a játékokon.

## Érmesek
| Érem  | Versenyző          | Sportág      | Versenyszám                |
| ----- | ------------------ | ------------ | -------------------------- |
| Arany | Jürg Röthlisberger | Cselgáncs    | Férfi középsúly            |
| Arany | Robert Dill-Bundi  | Kerékpározás | Férfi egyéni üldözőverseny |

## Atlétika
Férfi
| Versenyző                                           | Versenyszám     | Előfutam      | Előfutam      | Előfutam      | Elődöntő | Elődöntő | Elődöntő | Döntő   | Döntő    |
| Versenyző                                           | Versenyszám     | Idő           | Hely.         | Össz.         | Idő      | Hely.    | Össz.    | Idő     | Helyezés |
| --------------------------------------------------- | --------------- | ------------- | ------------- | ------------- | -------- | -------- | -------- | ------- | -------- |
| Pierre Délèze                                       | 1500 m          | 3:44,72       | 5.            | 24.           | kiesett  | kiesett  | kiesett  | kiesett | kiesett  |
| Markus Ryffel                                       | 5000 m          | 13:44,95      | 1.            | 13.           | 13:29,23 | 3.       | 3.       | 13:23,1 | 5.       |
| Markus Ryffel                                       | 10 000 m        | nem ért célba | nem ért célba | nem ért célba |          |          |          | kiesett | kiesett  |
| Joseph Peter                                        | Maraton         |               |               |               |          |          |          | 2:24:53 | 40.      |
| Franz Meier                                         | 400 m gát       | 50,32         | 2.            | 6.            | 50,12    | 4.       | 4.       | 50,00   | 7.       |
| Rolf Strittmatter Peter Haas Rolf Gisler Urs Kamber | 4 × 400 m váltó | 3:07,2        | 3.            | 14.           |          |          |          | kiesett | kiesett  |

| Versenyző         | Versenyszám | Selejtező | Selejtező | Döntő    | Döntő    |
| Versenyző         | Versenyszám | Eredmény  | Helyezés  | Eredmény | Helyezés |
| ----------------- | ----------- | --------- | --------- | -------- | -------- |
| Roland Dalhäuser  | Magasugrás  | 221 cm    | 5.        | 224 cm   | 5.       |
| Felix Böhni       | Rúdugrás    | 515 cm    | 14.       | kiesett  | kiesett  |
| Rolf Bernhard     | Távolugrás  | 798 cm    | 6.        | 788 cm   | 9.       |
| Jean-Pierre Egger | Súlylökés   | 19,61 m   | 12.       | 18,90 m  | 12.      |

| Versenyző       | Versenyszám | 100 m | 100 m | Távolugrás | Távolugrás | Súlylökés | Súlylökés | Magasugrás | Magasugrás | 400 m | 400 m | 110 m gát | 110 m gát | Diszkoszvetés | Diszkoszvetés | Rúdugrás | Rúdugrás | Gerelyhajítás | Gerelyhajítás | 1500 m | 1500 m | Végeredmény | Végeredmény |
| Versenyző       | Versenyszám | Idő   | Pont  | Eredmény   | Pont       | Eredmény  | Pont      | Eredmény   | Pont       | Idő   | Pont  | Idő       | Pont      | Eredmény      | Pont          | Eredmény | Pont     | Eredmény      | Pont          | Idő    | Pont   | Pont        | Helyezés    |
| --------------- | ----------- | ----- | ----- | ---------- | ---------- | --------- | --------- | ---------- | ---------- | ----- | ----- | --------- | --------- | ------------- | ------------- | -------- | -------- | ------------- | ------------- | ------ | ------ | ----------- | ----------- |
| Stephan Niklaus | Tízpróba    | 11,17 | 763   | 693 cm     | 806        | 14,29 m   | 746       | 197 cm     | 831        | 49,74 | 817   | 14,96     | 853       | 42,18 m       | 728           | 430 cm   | 884      | 66,54 m       | 839           | 4:44,9 | 495    | 7762        | 12.         |

Női
| Versenyző             | Versenyszám | Előfutam         | Előfutam         | Előfutam         | Negyeddöntő | Negyeddöntő | Negyeddöntő | Elődöntő | Elődöntő | Elődöntő | Döntő   | Döntő    |
| Versenyző             | Versenyszám | Idő              | Hely.            | Össz.            | Idő         | Hely.       | Össz.       | Idő      | Hely.    | Össz.    | Idő     | Helyezés |
| --------------------- | ----------- | ---------------- | ---------------- | ---------------- | ----------- | ----------- | ----------- | -------- | -------- | -------- | ------- | -------- |
| Brigitte Senglaub     | 100 m       | 11,69            | 4.               | 19.              | 11,56       | 7.          | 18.         | kiesett  | kiesett  | kiesett  | kiesett | kiesett  |
| Brigitte Senglaub     | 200 m       | 23,62            | 4.               | 18.              | 23,84       | 8.          | 21.         | kiesett  | kiesett  | kiesett  | kiesett | kiesett  |
| Cornelia Bürki        | 1500 m      | 4:05,44          | 7.               | 10.              |             |             |             |          |          |          | kiesett | kiesett  |
| Yvonne Von Kauffungen | 100 m gát   | nem állt rajthoz | nem állt rajthoz | nem állt rajthoz |             |             |             | kiesett  | kiesett  | kiesett  | kiesett | kiesett  |

## Birkózás
Szabadfogású
| Versenyző    | Versenyszám | 1. forduló                       | 2. forduló                    | 3. forduló        | 4. forduló        | 5. forduló        | 6. forduló        | Döntő             | Helyezés    |
| Versenyző    | Versenyszám | Ellenfél Eredmény                | Ellenfél Eredmény             | Ellenfél Eredmény | Ellenfél Eredmény | Ellenfél Eredmény | Ellenfél Eredmény | Ellenfél Eredmény | Helyezés    |
| ------------ | ----------- | -------------------------------- | ----------------------------- | ----------------- | ----------------- | ----------------- | ----------------- | ----------------- | ----------- |
| Rudolf Marro | 74 kg       | Pavel Pinyigin (URS) · kétvállas | Dan Karabin (TCH) · kétvállas | kiesett           | kiesett           | kiesett           | kiesett           | kiesett           | helyezetlen |

## Cselgáncs
| Versenyző          | Versenyszám | Csoport | 32-es főtábla           | Nyolcaddöntő                   | Negyeddöntő                      | Elődöntő                        | Vigaszág negyeddöntő | Vigaszág elődöntő | Bronz- mérkőzés   | Döntő               | Helyezés |
| Versenyző          | Versenyszám | Csoport | Ellenfél Eredmény       | Ellenfél Eredmény              | Ellenfél Eredmény                | Ellenfél Eredmény               | Ellenfél Eredmény    | Ellenfél Eredmény | Ellenfél Eredmény | Ellenfél Eredmény   | Helyezés |
| ------------------ | ----------- | ------- | ----------------------- | ------------------------------ | -------------------------------- | ------------------------------- | -------------------- | ----------------- | ----------------- | ------------------- | -------- |
| Marcel Burkhard    | Légsúly     | B       | erőnyerő                | Pavel Petřikov (TCH) · V       | kiesett                          | kiesett                         |                      |                   |                   |                     | 13.      |
| Thomas Hagmann     | Váltósúly   | B       | erőnyerő                | Carlos Alberto Cunha (BRA) · V | kiesett                          | kiesett                         |                      |                   |                   |                     | 12.      |
| Jürg Röthlisberger | Középsúly   | A       | Bertil Ström (SWE) · GY | Henri-Richard Lobe (CMR) · GY  | Kósztasz Papakósztasz (CYP) · GY | Aleksandrs Jackēvičs (URS) · GY |                      |                   |                   | Isaac Azcuy (CUB) · |          |
| Jean Zinniker      | Nehézsúly   | A       | erőnyerő                | Abdoulaye Kote (SEN) · GY      | Paul Radburn (GBR) · V           | kiesett                         |                      |                   |                   |                     | 8.       |
| Jean Zinniker      | Nyílt       | A       | Pavel Drăgoi (ROU) · V  | kiesett                        | kiesett                          | kiesett                         |                      |                   |                   |                     | 15.      |

## Evezés
Férfi
| Versenyző                                                          | Versenyszám              | Előfutam | Előfutam | Vigaszág | Vigaszág | Elődöntő | Elődöntő | Döntő | Döntő   | Döntő | Helyezés |
| Versenyző                                                          | Versenyszám              | Idő      | Hely.    | Idő      | Hely.    | Idő      | Hely.    | Típus | Idő     | Hely. | Helyezés |
| ------------------------------------------------------------------ | ------------------------ | -------- | -------- | -------- | -------- | -------- | -------- | ----- | ------- | ----- | -------- |
| Bernard Destraz                                                    | Egypárevezős             | 7:59,81  | 4.       | 7:25,97  | 1.       | 7:33,87  | 5.       | B     | 7:19,90 | 1.    | 7.       |
| Jörg Weitnauer Bruno Saile Hans-Konrad Trümpler Stefan Netzle      | Kormányos nélküli négyes | 6:42,73  | 3.       | 6:16,07  | 1.       |          |          | A     | 6:26,46 | 6.    | 6.       |
| Daniel Homberger Peter Rahn Roland Stocker Peter Stocker Karl Graf | Kormányos négyes         | 6:53,66  | 3.       | 6:35,29  | 2.       |          |          | A     | 6:30,26 | 6.    | 6.       |

## Íjászat
| Versenyző     | Versenyszám  | 1. forduló | 1. forduló | 2. forduló | 2. forduló | Összesítés | Összesítés |
| Versenyző     | Versenyszám  | Pont       | Hely.      | Pont       | Hely.      | Pont       | Helyezés   |
| ------------- | ------------ | ---------- | ---------- | ---------- | ---------- | ---------- | ---------- |
| Romeo Frigo   | Férfi egyéni | 1171       | 21.        | 1193       | 14.        | 2364       | 18.        |
| Patrick Jopp  | Férfi egyéni | 1077       | 34.        | 1113       | 30.        | 2190       | 32.        |
| Lotti Tschanz | Női egyéni   | 1184       | 8.         | 1162       | 13.        | 2346       | 8.         |
| Erika Ulrich  | Női egyéni   | 1069       | 27.        | 1171       | 9.         | 2240       | 18.        |

## Kajak-kenu
Férfi
| Versenyző                    | Versenyszám         | Előfutam | Előfutam | Előfutam | Vigaszág | Vigaszág | Vigaszág | Elődöntő | Elődöntő | Elődöntő | Döntő   | Döntő    |
| Versenyző                    | Versenyszám         | Idő      | Hely.    | Össz.    | Idő      | Hely.    | Össz.    | Idő      | Hely.    | Össz.    | Idő     | Helyezés |
| ---------------------------- | ------------------- | -------- | -------- | -------- | -------- | -------- | -------- | -------- | -------- | -------- | ------- | -------- |
| Helmut Lehmann               | Kajak egyes 500 m   | 1:52,02  | 7.       | 17.      | 1:49,94  | 3.       | 7.       | 1:51,60  | 5.       | 15.      | kiesett | kiesett  |
| Helmut Lehmann               | Kajak egyes 1000 m  | 3:53,35  | 5.       | 15.      | 3:52,10  | 2.       | 3.       | 3:56,97  | 4.       | 11.      | kiesett | kiesett  |
| Peter Ammann Dionys Thalmann | Kajak kettes 500 m  | 1:39,14  | 5.       | 14.      | 1:40,92  | 5.       | 8.       | kiesett  | kiesett  | kiesett  | kiesett | kiesett  |
| Peter Ammann Dionys Thalmann | Kajak kettes 1000 m | 4:11,02  | 5.       | 16.      | 3:41,19  | 3.       | 7.       | 3:43,12  | 5.       | 14.      | kiesett | kiesett  |

## Kerékpározás

### Országúti kerékpározás
Férfi
| Versenyző                                             | Versenyszám     | Idő               | Helyezés |
| ----------------------------------------------------- | --------------- | ----------------- | -------- |
| Gilbert Glaus                                         | Mezőnyverseny   | 4:57:18 (+8:49)   | 11.      |
| Richard Trinkler                                      | Mezőnyverseny   | 5:00:38 (+12:09)  | 29.      |
| Hubert Seiz                                           | Mezőnyverseny   | 5:04:08 (+15:39)  | 35.      |
| Jürg Luchs                                            | Mezőnyverseny   | 5:09:06 (+20:37)  | 48.      |
| Gilbert Glaus Fritz Joost Jürg Luchs Richard Trinkler | Csapat időfutam | 2:09:48,9 (+8:27) | 14.      |

### Pálya-kerékpározás
Sprintverseny
| Versenyző   | Versenyszám  | 1. forduló                 | 1. forduló | Vigaszág               | Vigaszág | Döntő                  | Döntő | 2. forduló                 | 2. forduló | Vigaszág             | Vigaszág | Nyolcaddöntő                 | Nyolcaddöntő | Vigaszág                | Vigaszág | Döntő                | Döntő | Negyeddöntő                      | 5–8. helyért                                                             | 5–8. helyért | Elődöntő             | Döntő                | Helyezés |
| Versenyző   | Versenyszám  | Ellenfelek Győztes idő     | Hely       | Ellenfelek Győztes idő | Hely     | Ellenfelek Győztes idő | Hely  | Ellenfél Győztes idő       | Hely       | Ellenfél Győztes idő | Hely     | Ellenfelek Győztes idő       | Hely         | Ellenfelek Győztes idő  | Hely     | Ellenfél Győztes idő | Hely  | Ellenfél Győztes idő             | Ellenfelek Győztes idő                                                   | Hely         | Ellenfél Győztes idő | Ellenfél Győztes idő | Helyezés |
| ----------- | ------------ | -------------------------- | ---------- | ---------------------- | -------- | ---------------------- | ----- | -------------------------- | ---------- | -------------------- | -------- | ---------------------------- | ------------ | ----------------------- | -------- | -------------------- | ----- | -------------------------------- | ------------------------------------------------------------------------ | ------------ | -------------------- | -------------------- | -------- |
| Heinz Isler | Férfi egyéni | Morcz László (HUN) · 10,98 | 1.         |                        |          |                        |       | Henrik Salée (DEN) · 11,47 | 1.         |                      |          | Ottavio Dazzan (ITA) · 10,95 | 2.           | Lau Veldt (NED) · 11,20 | 1.       |                      |       | Yavé Cahard (FRA) · 11,05; 11,04 | Henrik Salée (DEN) · Kenrick Tucker (AUS) · Ottavio Dazzan (ITA) · 11,36 | 2.           |                      |                      | 6.       |

Időfutam
| Név         | Versenyszám  | Idő      | Helyezés |
| ----------- | ------------ | -------- | -------- |
| Heinz Isler | Férfi egyéni | 1:06,273 | 6.       |

Üldözőversenyek
| Versenyző                                               | Versenyszám  | Selejtező | Selejtező | Negyeddöntő                                                                               | Negyeddöntő | Elődöntő                           | Elődöntő  | Döntő                        | Döntő     | Helyezés |
| Versenyző                                               | Versenyszám  | Idő       | Hely.     | Ellenfél Idő                                                                              | Saját idő   | Ellenfél Idő                       | Saját idő | Ellenfél Idő                 | Saját idő | Helyezés |
| ------------------------------------------------------- | ------------ | --------- | --------- | ----------------------------------------------------------------------------------------- | ----------- | ---------------------------------- | --------- | ---------------------------- | --------- | -------- |
| Robert Dill-Bundi                                       | Férfi egyéni | 4:40,71   | 4.        | Vlagyimir Oszokin (URS) · 4:38,17                                                         | 4:34,92     | Hans-Henrik Ørsted (DEN) · 4:36,85 | 4:32,29   | Alain Bondue (FRA) · 4:42,96 | 4:35,66   |          |
| Robert Dill-Bundi Urs Freuler Hans Känel Hans Ledermann | Férfi csapat | 4:20,56   | 7.        | NDK (GDR) · Gerald Mortag · Uwe Unterwalder · Matthias Wiegand · Volker Winkler · 4:17,43 | 4:23,56     | kiesett                            | kiesett   | kiesett                      | kiesett   | 8.       |

## Kézilabda

### Férfi
| Svájci férfi kézilabdacsapat-játékoskeret                                                               | Svájci férfi kézilabdacsapat-játékoskeret                                                           |
| --- | --------------------------------------------------------------------------------------------------- |
| - Eduard Wickli - Hans Huber - Hanspeter Lutz - Konrad Affolter - Martin Ott - Peter Jehle - Peter Maag | - Robert Jehle - Roland Brand - Rudi Weber - Ugo Jametti - Ernst Züllig - Max Schär - Walter Müller |

#### Eredmények
Csoportkör
B csoport
| Csapat            | M | Gy | D | V | G+  | G–  | Gk   | P |
| ----------------- | - | -- | - | - | --- | --- | ---- | - |
| Szovjetunió (URS) | 5 | 4  | 0 | 1 | 134 | 75  | +59  | 8 |
| Jugoszlávia (YUG) | 5 | 4  | 0 | 1 | 132 | 92  | +40  | 8 |
| Románia (ROU)     | 5 | 4  | 0 | 1 | 119 | 88  | +31  | 8 |
| Svájc (SUI)       | 5 | 2  | 0 | 3 | 110 | 98  | +12  | 4 |
| Algéria (ALG)     | 5 | 1  | 0 | 4 | 94  | 124 | –30  | 2 |
| Kuvait (KUW)      | 5 | 0  | 0 | 5 | 64  | 176 | –112 | 0 |

| 1980. július 20. 20:00 | Szovjetunió (URS) | 22–15 | Svájc (SUI) |  |
| 1980. július 20. 20:00 | (13–8)            |       |             |  |
| 1980. július 20. 20:00 |                   |       |             |  |

| 1980. július 22. 20:00 | Jugoszlávia (YUG) | 26–21 | Svájc (SUI) |  |
| 1980. július 22. 20:00 | (12–8)            |       |             |  |
| 1980. július 22. 20:00 |                   |       |             |  |

| 1980. július 24. 17:00 | Svájc (SUI) | 32–14 | Kuvait (KUW) |  |
| 1980. július 24. 17:00 | (14–6)      |       |              |  |
| 1980. július 24. 17:00 |             |       |              |  |

| 1980. július 26. 17:00 | Svájc (SUI) | 26–18 | Algéria (ALG) |  |
| 1980. július 26. 17:00 | (11–7)      |       |               |  |
| 1980. július 26. 17:00 |             |       |               |  |

| 1980. július 28. 18:30 | Románia (ROU) | 18–16 | Svájc (SUI) |  |
| 1980. július 28. 18:30 | (9–6)         |       |             |  |
| 1980. július 28. 18:30 |               |       |             |  |

A 7. helyért
| 1980. július 30. 13:00 | Lengyelország (POL) | 23–22 | Svájc (SUI) |  |
| 1980. július 30. 13:00 | (11–10)             |       |             |  |
| 1980. július 30. 13:00 |                     |       |             |  |

| Csapat      | Helyezés |
| ----------- | -------- |
| Svájc (SUI) | 8.       |

## Úszás
Férfi
| Versenyző     | Versenyszám | Előfutam | Előfutam | Előfutam | Elődöntő | Elődöntő | Elődöntő | Döntő   | Döntő    |
| Versenyző     | Versenyszám | Idő      | Hely.    | Össz.    | Idő      | Hely.    | Össz.    | Idő     | Helyezés |
| ------------- | ----------- | -------- | -------- | -------- | -------- | -------- | -------- | ------- | -------- |
| Stéfan Voléry | 100 m gyors | 52,68    | 3.       | 19.      | kiesett  | kiesett  | kiesett  | kiesett | kiesett  |
| Stéfan Voléry | 200 m gyors | 1:57,69  | 5.       | 36.      |          |          |          | kiesett | kiesett  |

Női
| Versenyző        | Versenyszám    | Előfutam | Előfutam | Előfutam | Döntő   | Döntő    |
| Versenyző        | Versenyszám    | Idő      | Hely.    | Össz.    | Idő     | Helyezés |
| ---------------- | -------------- | -------- | -------- | -------- | ------- | -------- |
| Nikole Schrepfer | 400 m gyors    | 4:28,40  | 5.       | 16.      | kiesett | kiesett  |
| Nikole Schrepfer | 800 m gyors    | 9:15,11  | 8.       | 14.      | kiesett | kiesett  |
| Carole Brook     | 100 m pillangó | 1:05,93  | 5.       | 20.      | kiesett | kiesett  |
| Carole Brook     | 200 m pillangó | 2:24,82  | 6.       | 19.      | kiesett | kiesett  |

## Vitorlázás
Nyílt
| Versenyző                                                       | Versenyszám    | Futam | Futam  | Futam | Futam  | Futam  | Futam  | Futam | Pontszám | Helyezés |
| Versenyző                                                       | Versenyszám    | 1     | 2      | 3     | 4      | 5      | 6      | 7     | Pontszám | Helyezés |
| --------------------------------------------------------------- | -------------- | ----- | ------ | ----- | ------ | ------ | ------ | ----- | -------- | -------- |
| Ivor Ganahl                                                     | Finn dingi     | 18,0  | 13,0   | 10,0  | 15,0   | (23,0) | 17,0   | 23,0  | 96,0     | 12.      |
| François Kistler Jean-Luc Dreyer                                | 470-es osztály | 15,0  | (17,0) | 10,0  | 11,7   | 8,0    | 11,7   | 5,7   | 62,1     | 9.       |
| Heinz Maurer Jean-Claude Vuithier, Sr. Jean-Philippe L'Huillier | Csillaghajó    | 19,0  | 15,0   | 17,0  | 16,0   | 14,0   | (20,0) | 14,0  | 95,0     | 13.      |
| Jean-François Corminboeuf Robert Perret Roger-Claude Guignard   | Soling         | 10,0  | 8,0    | 14,0  | (15,0) | 11,7   | 13,0   | 15,0  | 71,7     | 7.       |